# Channoidei
Channoidei là một phân bộ theo truyền thống xếp trong bộ Perciformes nhưng hiện nay được xếp trong bộ Anabantiformes. Tại thời điểm năm 2021 nó được cho là chứa 2 họ là Channidae và Aenigmachannidae.